# Volosovo
Volosovo (Russisch: Волосово) is een Russische stad in de oblast Leningrad. Het ligt tussen Sint-Petersburg en Tallinn in, 85 kilometer ten zuidwesten van Sint-Petersburg. Er wonen ongeveer 11.500 inwoners.
Volosovo ontstond in 1870 toen de spoorlijn Sint-Petersburg - Tallinn werd aangelegd en een station op de huidige plek van de stad werd gebouwd. Er kwamen hier en daar datsja's. In 1927 werd Volosovo het administratieve centrum van het gelijknamige rayon, waarna in 1937 het predicaat Nederzetting met stedelijk karakter werd toegekend. Sinds 1999 heeft Volosovo stadstatus.
Tijdens het Sovjet-bewind was het een grote industriestad.
Ten zuidwesten van Volosovo ligt de luchtmachtbasis Soemsk, die tijdens de Koude Oorlog werd gebruikt.
Bestuurlijk centrum: Sint-Petersburg (geen onderdeel van de oblast)

Steden: Boksitogorsk · Gatsjina · Ivangorod · Kamennogorsk · Kingisepp · Kirisji · Kirovsk · Kommoenar · Ljoeban · Lodejnoje Pole · Loega · Nikolskoje · Novaja Ladoga · Otradnoje · Pikaljovo · Podporozje · Primorsk · Priozersk · Sertolovo · Sjasstroj · Sjlisselburg · Slantsy · Sosnovy Bor · Svetogorsk · Tichvin · Tosno · Volchov · Volosovo · Vsevolozjsk · Vyborg · Vysotsk

Stedelijke districten: Sosnovy Bor

Gemeentelijke districten: Boksitogorski · Gatsjinski · Kingiseppski · Kirisjski · Kirovski · Lodejnopolski · Loezjski · Lomonosovski · Podporozjski · Priozerski · Slantsevski · Tichvinski · Tosnenski · Volchovski · Volosovski · Vsevolozjski · Vyborgski